# Christie Island, Myanmar
Christie Island är en ö i Myanmar.   Den ligger i regionen Taninthayiregionen, i den södra delen av landet, 1 100 km söder om huvudstaden Naypyidaw. Arean är 5,4 kvadratkilometer.
Terrängen på Christie Island är lite kuperad. Öns högsta punkt är 300 meter över havet. Den sträcker sig 4,2 kilometer i nord-sydlig riktning, och 3,2 kilometer i öst-västlig riktning.
Christie Island är Myanmars sydligaste punkt och ligger 18 kilometer norr om Surin-öarnas nordligaste ö, Ko Surin Nuea.